# Encinitas
Encinitas est une ville côtière du sud de la Californie située dans le comté de San Diego à environ 40 km au nord de San Diego et à 150 km au sud de Los Angeles.
Lors du recensement de 2010, sa population s’élevait à 59 518 habitants.
La ville abrite le jardin botanique de San Diego.

## Démographie
| Groupe            | Encinitas | Californie | États-Unis |
| ----------------- | --------- | ---------- | ---------- |
| Blancs            | 85,8      | 57,6       | 72,4       |
| Autres            | 5,6       | 17,0       | 6,2        |
| Asiatiques        | 3,9       | 13,1       | 4,8        |
| Métis             | 3,4       | 4,9        | 2,9        |
| Afro-Américains   | 0,6       | 6,2        | 12,6       |
| Amérindiens       | 0,5       | 1,0        | 0,9        |
| Océaniens         | 0,2       | 0,4        | 0,2        |
| Total             | 100       | 100        | 100        |
|                   |           |            |            |
| Latino-Américains | 13,7      | 37,6       | 16,7       |

Selon l'American Community Survey, pour la période 2011-2015, 83,73 % de la population âgée de plus de 5 ans déclare parler l'anglais à la maison, 9,25 % déclare parler l'espagnol, 1,07 % une langue chinoise, 0,99 % l'allemand, 0,82 % le japonais, 0,60 % le français et 3,54 % une autre langue.
| 1960  | 1970  | 1980   | 1990   | 2000   | 2010   |
| ----- | ----- | ------ | ------ | ------ | ------ |
| 2 786 | 5 375 | 10 796 | 55 386 | 58 014 | 59 518 |

## Jumelage
- Amakusa (Japon)